# Luis Joel Castro
Pour les articles homonymes, voir Luis Castro.
Luis Joel Castro Rivera (né le 28 janvier 1991 à Carolina) est un athlète portoricain, spécialiste du saut en hauteur.

## Carrière
Le 28 mai 2016, il égale le récent record de Porto Rico, celui détenu par David Smith, en franchissant également 2,29 m à Sinn, ce qui lui donne le minima pour les Jeux olympiques de Rio.
Il mesure 1,95 m pour 72 kg.
Lors du Doha Diamond League 2017, il franchit 2,26 m son meilleur saut de la saison, marque qu'il améliore en 2,28 m à Cologne en juillet 2017.
Il se classe 12e des championnats du monde 2019 à Doha avec 2,19 m.
En 2023 il améliore le record national en sautant à 2,30 m. 
Il remporte les Jeux d'Amérique centrale et des Caraïbes à San Salvador. 

## Palmarès
| Date | Compétition                              | Lieu                               | Résultat | Marque  |
| ---- | ---------------------------------------- | ---------------------------------- | -------- | ------- |
| 2012 | Championnats ibéro-américains            | Barquisimeto                       | 4e       | 2,22 m  |
| 2014 | Championnats ibéro-américains            | Sao Paulo                          | 2e       | 2,26 m  |
| 2016 | Jeux olympiques                          | Rio de Janeiro                     | 13e      | 2,25 m  |
| 2018 | Jeux d'Amérique centrale et des Caraïbes | Barranquilla                       | 4e       | 2,28 m  |
| 2018 | Championnats NACAC                       | Toronto                            | 9e       | 2,16 m  |
| 2019 | Circuit mondial en salle de l'IAAF       | Circuit mondial en salle de l'IAAF | 3e       | détails |
| 2019 | Jeux panaméricains                       | Lima                               | 8e       | 2,18 m  |
| 2019 | Championnats du monde                    | Doha                               | 12e      | 2,19 m  |
| 2022 | Championnats NACAC                       | Nassau                             | 8e       | 2,16 m  |
| 2023 | Jeux d'Amérique centrale et des Caraïbes | San Salvador                       | 1er      | 2,25 m  |

## Records
| Épreuve         | Épreuve   | Marque      | Lieu              | Date                            |
| --------------- | --------- | ----------- | ----------------- | ------------------------------- |
| Saut en hauteur | Plein air | 2,30 m (NR) | Garbsen           | 21 mai 2023                     |
| Saut en hauteur | En salle  | 2,26 m (NR) | Cologne Hustopece | 23 janvier 2019 26 janvier 2019 |